# Alex Carapetis
Alex Carapetis es un baterista australiano conocido por ser uno de los seis miembros de la banda estadounidense The Voidz la cual comparte con el vocalista de la banda de rock The Strokes : Julian Casablancas. La banda se llamó previamente Julian Casablancas + The Voidz.
Carapetis distribuye su tiempo entre  LA y Nueva York. Compartió escenario con Casablancas y Danielle Haim durante el hiatus de The Strokes en la carrera solista del Julian al lanzar el álbum de 2009 Phrazes for the Young.
Previamente ha trabajado y colaborado con Wolfmother, Juliette Lewis, Kelis, Jimmy Barnes, etc.
Es el cofundador de MIXER y modela ocasionalmente junto a sus bandmates para la marca de ropa Seekings.